# Buitreraptor
Buitreraptor là một chi khủng long, được Makovicky Apesteguía & Agnolín mô tả khoa học năm 2005.